# Xã Decatur, Quận Macon, Illinois
Xã Decatur (tiếng Anh: Decatur Township) là một xã thuộc quận Macon, tiểu bang Illinois, Hoa Kỳ. Năm 2010, dân số của xã này là 52.915 người.